# NGC 3726

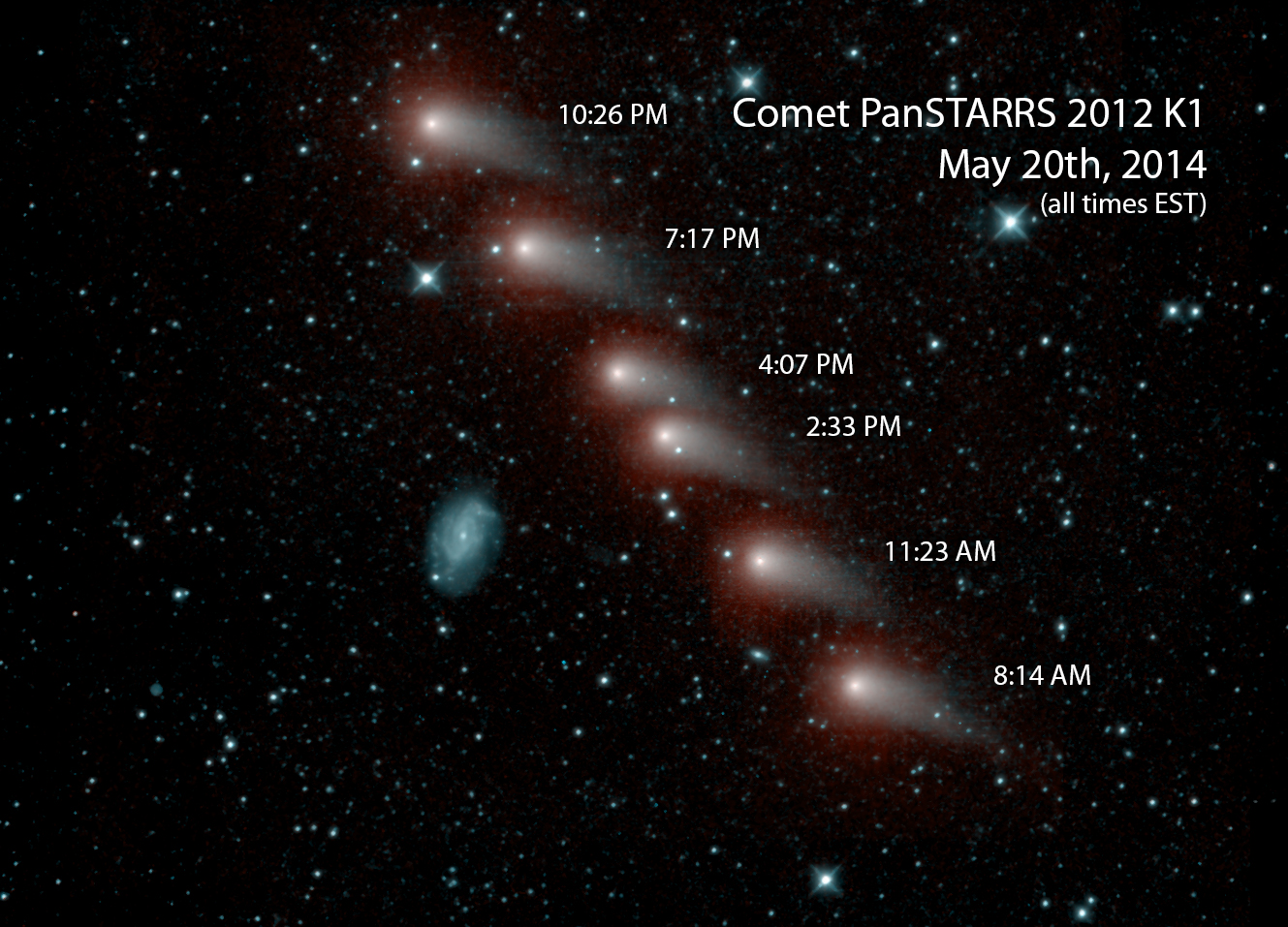
Sao chổi C/2012 K1 băng qua khu vực gần NGC 3726

NGC 3726 là tên của một thiên hà xoắn ốc nằm trong chòm sao Đại Hùng. Khoảng cách của nó với trái đất của chúng ta là khoảng xấp xỉ 45 triệu năm ánh sáng và kích thước biểu kiến của nó thì khoảng 85000 năm ánh sáng. Ngày 5 tháng 2 năm 1788, nhà thiên văn học người Anh gốc Đức William Herschel đã phát hiện ra thiên hà này.

## Cấu trúc
Thiên hà này có một thanh chắn nhỏ và có thể được nhìn thấy do độ nghiêng nó với điểm nhìn của chúng ta là vừa phải. Thanh chắn này có kích thước 1,38" và kết thúc ở cấu trúc đai bên trong (có đường kính là 1,5"). Vùng ánh sáng xanh nhất của sự hình thành sao thì nằm ở cái đai này.
Thiên hà này có ba nhánh xoắn ốc chính bắt đầu từ cấu trúc đai bên ngoài. Nhánh phía nam là nhánh sáng nhất, nhánh phía bắc thì rõ ràng nhất. Nhánh còn lại thì bắt đầu từ phía đông của cái đai, di chuyển về phía bắc-tây bắc và sau đó chuyển hướng độ ngột qua hướng tây nam. Các nhánh xoắn ốc này thì dày, dễ nhìn và có thể nhìn thấy nó sẽ đi về đâu nếu hình ảnh của nó chỉ có một nửa. Sau đó, các nhánh này tỏa ra thành nhiều nhánh nhỏ hơn. Cấu trúc xoắn ốc của thiên hà này thì hơi khác lạ và bất đối xứng. Nó có rất nhiều vùng H II nằm trong thiên hà này và có một vầng hào quang vật chất tối.
Dựa trên băng tần K của độ sáng của điểm phình, vùng trung tâm của thiên hà này vó một lỗ đen siêu khối lượng với khối lượng khoảng 106.5 (tức 3 triệu) lần khối lượng mặt trời.

## Dữ liệu hiện tại
Theo như quan sát, đây là thiên hà nằm trong chòm sao Xử Nữ và dưới đây là một số dữ liệu khác:
Xích kinh 11h 33m 21.1s
Độ nghiêng 47° 01′ 45″
Giá trị dịch chuyển đỏ 866 ± 1 km/s
Cấp sao biểu kiến 10.2
Kích thước biểu kiến 6′.2 × 4′.3
Loại thiên hà SAB(r)c 